# Kriegerdenkmal Holleben

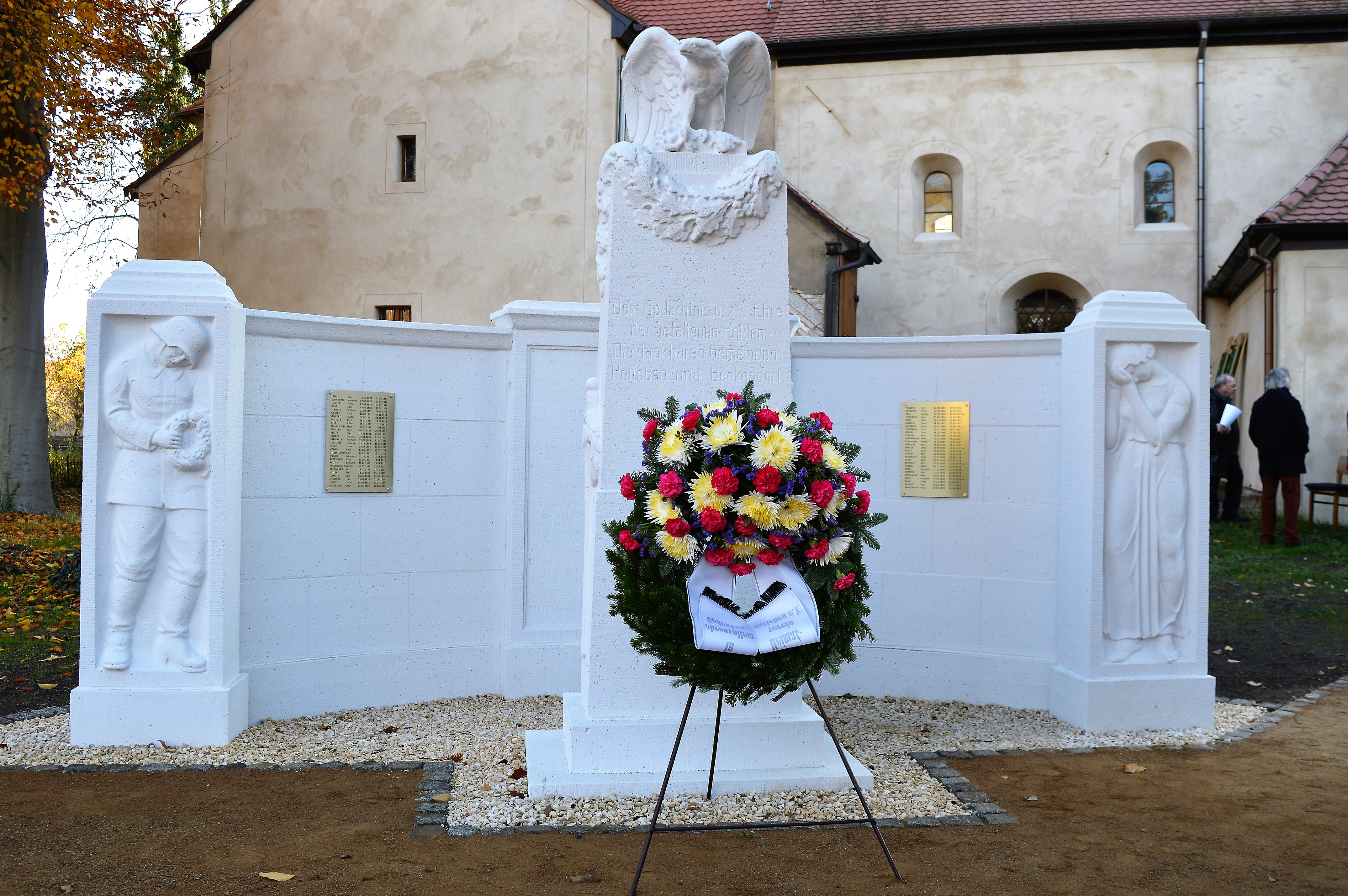
Kriegerdenkmal nach der Restaurierung mit den beiden neuen Gedenktafeln

Das Kriegerdenkmal Holleben ist ein denkmalgeschütztes Kriegerdenkmal im Ortsteil Holleben der Gemeinde Teutschenthal in Sachsen-Anhalt. Im örtlichen Denkmalverzeichnis ist das Kriegerdenkmal unter der Erfassungsnummer 094 55654 als Baudenkmal verzeichnet.

## Allgemeines
Das Denkmal wurde 1922 errichtet und steht auf dem Friedhofsgelände der Dorfkirche Holleben, zwischen der nördlichen Kirchhofspforte und dem Mühlgraben der Wassermühle Holleben. Die feierliche Einweihung fand am Sonntag, den 7. Mai 1922 statt. Es ist ein Mahnmal, das an die vierundfünfzig gefallenen Soldaten der Orte Holleben und Benkendorf im Ersten Weltkrieg erinnert. 
Geschaffen wurde das Bauwerk vom Bildhauer Geliert aus Halle/Saale. Es besteht aus zwei Teilen: einer Stele, die von einem Adler gekrönt und von einem Schwert-Relief verziert ist, sowie einer mehrfach geknickten Mauer, die auf der linken Seite durch das Relief eines Soldaten mit Stahlhelm und Lorbeerkranz und auf der rechten Seite durch das Relief einer trauernden Braut begrenzt wird. Es wurde aus Muschelkalk-Kunststein geschaffen. 
Bei der Restaurierung wurden zwei Gedenktafeln angebracht und das restaurierte Denkmal am 11. November 2018, genau 100 Jahre nach Kriegsende, der Öffentlichkeit präsentiert. Zudem wurde das Umfeld neu gestaltet. Der Arbeitskreis „Geschichte Holleben“ stiftete hierfür zwei Sitzbänke.

## Inschrift
Die Namen der Gefallenen werden auf zwei Gedenktafeln genannt, die an der Mauer angebracht sind. Auf der Stele ist die Inschrift Dem Gedächtnis zur Ehre der gefallenen Helden. Die dankbaren Gemeinden Holleben und Benkendorf.